# Степанов, Владимир Евгеньевич
Влади́мир Евге́ньевич Степа́нов (1 [14] декабря 1913, Макеевка, область Войска Донского — 26 августа 1986, Иркутск) — советский астроном.

## Биография
Родился в Щегловке (ныне Донецкой области), в 1928—1931 годах работал слесарем, вагранщиком в Донбассе. В 1937 году окончил астрономическое отделение МГУ со специализацией «астрофизика». В 1937—1941 годах работал в Ташкентской обсерватории. В 1941—1946 годах — в Советской Армии. В 1946—1953 годах работал в обсерватории Львовского университета, был её директором. В 1953—1955 годах работал в МГУ, в 1955—1962 — в Крымской астрофизической обсерватории АН СССР. В 1961 году защитил диссертацию на степень доктора физико-математических наук по теме «Образование линий поглощения в магнитном поле и магнитно-гидродинамические явления в атмосфере Солнца».
С 1962 года — заместитель директора, в 1964—1978 годах — директор Института земного магнетизма, ионосферы и распространения радиоволн Сибирского отделения АН СССР. Член-корреспондент Академии наук СССР (1968). С 1972 года — председатель Президиума Восточно-Сибирского филиала СО АН СССР. Председатель Совета по космофизике СО АН СССР, руководил работами по программе Года солнечного максимума в СССР (1979—1981).
Похоронен на Кунцевском кладбище (участок 10).
Сын — астроном А. В. Степанов (род. 1944).

## Научная деятельность
Основные труды в области физики Солнца. Внёс большой вклад в теорию образования спектральных линий поглощения в присутствии магнитного поля; в 1958—1962 решил задачу о переносе излучения при наличии магнитного поля, то есть с учётом поляризации падающего и рассеянного (поглощённого) излучения. Является одним из создателей первого отечественного магнитографа, предназначенного для измерения слабых магнитных полей на Солнце. Выполнил наблюдения активных областей на Солнце и с их помощью изучил строение и динамику магнитного поля и плазмы на различных уровнях атмосферы активной области, показал существование вихревой структуры поля, разработал метод определения движения магнитного поля и с его помощью обнаружил движение поля солнечного пятна и его тесную связь с движением вещества; предложил механизм нагрева плазмы в возмущённой хромосфере. Руководил исследованиями динамики и вращения атмосферы Солнца на корональных уровнях.

## Память
12 сентября 1992 года в честь Владимира Степанова астероиду, открытому 3 апреля 1976 года Н. С. Черных в Крымской астрофизической обсерватории, присвоено наименование «(3493) Stepanov».